# The Ghost Breaker (film 1914)
The Ghost Breaker è un film muto del 1914 diretto da Cecil B. DeMille e da Oscar Apfel.

## Trama
Carmen, una cameriera, ruba un medaglione appartenente alla principessa Maria Teresa vendendolo a un collezionista di New York, Gaines senza però sapere che il medaglione contiene un segreto, la chiave per avere il tesoro della famiglia Aragon.
Carmen viene uccisa da Juanita, una rivale in amore, e, prima di spirare, confessa il suo furto alla padrona. Maria Teresa, accompagnata dal fratello Luis, parte alla volta di New York per recuperare il gioiello. Aiutati nella ricerca da Warren Jarvis, i due fratelli affronteranno una serie di avventure che li porteranno da New York al Kentucky fino al ritorno in Spagna dove si risolverà il mistero della famiglia Aragon.

## Produzione
Il film fu prodotto dalla Jesse L. Lasky Feature Play Company.

## Distribuzione
Distribuito dalla Paramount Pictures, il film uscì nelle sale cinematografiche statunitensi il 7 dicembre 1914.

### Remake
Tratto dal lavoro teatrale di Paul Dickey e di Charles W. Goddard, del film verranno fatti varî remake: nel 1922, The Ghost Breaker di Alfred E. Green; un'ulteriore versione dai toni di commedia dal titolo La donna e lo spettro con Bob Hope e Paulette Goddard verrà fatta nel 1940 da George Marshall che, nel 1953, riprenderà la storia dirigendo il film Morti di paura, che avrà come interpreti la coppia Dean Martin e Jerry Lewis.